# Wesam al Delaema
Wesam al Delaema (Fallujah, 15 februari 1973) is een Irakees-Nederlandse kapper die in 1991 naar Nederland kwam. In 2003 keerde hij terug naar Irak waar hij de film Warriors of Fallujah maakte. Deze film liet onder andere zien hoe een verzetsgroep een bom fabriceerde, om deze daadwerkelijk bij een groep Amerikaanse militairen tot ontploffing te brengen. Ook zat hij zelf aan een bermbom en hielp hij met het ingraven daarvan.
In mei 2005 viel de politie zijn huis in Amersfoort binnen. Er werd vervolging ingesteld, maar deze werd gestopt toen de Verenigde Staten om zijn uitlevering verzocht wegens het samenzweren om explosieven te gebruiken tegen soldaten van de VS. In oktober 2006 werd bekendgemaakt dat hij uitgeleverd kon worden. Victor Koppe was zijn advocaat. In december 2006 werd zijn uitlevering in hoger beroep bevestigd.
Op 28 januari 2007 werd hij daarop per militair vliegtuig overgebracht naar de Verenigde Staten waar hij op 29 januari 2007 werd voorgeleid. Hij werd vervolgens opgesloten in de DC Jail, waar hij naar eigen zeggen werd gemarteld. In het boek Staatsgeheim van ANP-journalist Sander Kuypers vertelde hij dat hij werd ondervraagd door Amerikaanse Irak-veteranen die hem bij binnenkomst duidelijk maakten dat ze er alles aan zouden doen om hem te laten bekennen.
Het eerste halfjaar van zijn detentie was hij ondergronds opgesloten en zag in die tijd nooit daglicht. In de herfst en winter moest hij zich vaak bij zeer lage temperaturen uitkleden en naakt in zijn cel blijven zitten. Ook kreeg hij lange tijd geen deken en werd zowel overdag als 's nachts vaak het brandalarm aangezet, zodat hij niet kon slapen. Bewakers spuugden soms tussen zijn eten of deden er glas in. Ook werd zijn cel een keer onderwater gezet. Om het bekennen te versnellen moest hij verplicht kijken naar video's van zelfmoorden en pogingen daartoe. Op 26 februari 2009 bekende hij uiteindelijk schuld en werd hij door een federale rechtbank in Washington D.C. veroordeeld tot een celstraf van 25 jaar. Na zijn veroordeling mocht Wesam zijn straf in Nederland uitzitten, dit was een van de eisen bij de uitlevering.
Door de Nederlandse rechtbank wordt in een dergelijk geval de buitenlandse straf omgezet naar Nederlandse maatstaven. Het Openbaar Ministerie had 16 jaar geëist. Al Delaema had echter tijdens voorarrest in de Verenigde Staten twee jaar lang onder zeer slechte omstandigheden gevangengezeten. Zijn omstandigheden waren volgens diplomaat Richard Geerding bijna reden voor de Nederlandse regering om het rechtshulpverdrag tussen de Verenigde Staten en Nederland op te zeggen.
Op 13 oktober 2010 verlaagde een Nederlandse rechter de straf daarom tot acht jaar. Dit betekende dat Al Delaema onmiddellijk vrij kwam omdat hij, inclusief voorarrest, twee derde van zijn straf al uitgezeten had. De Amerikaanse autoriteiten reageerden woedend op de vrijlating

## Trivia
- Hij was deelnemer in het televisieprogramma Cash & Carlo op Yorin in een aflevering die in februari 2003 uitgezonden werd.